# Liste des épisodes de Raising Hope
Cet article présente la liste des épisodes de la série télévisée américaine Raising Hope (4 saisons de 2010 à 2014).

## Première saison (2010-2011)
La première saison, composée de vingt-deux épisodes, a été diffusée du 21 septembre 2010 au 17 mai 2011 sur FOX, aux États-Unis.
Attention, certains épisodes ont bénéficié de titres français différents lors de leurs diffusions sur 6ter, en France. Ils sont indiqués en second le cas échéant.
1. Une grosse surprise / On ne choisit pas ses parents… (Pilot)
2. Les Suppôts de sa dent (Dead Tooth)
3. La Tête dans les nuages (Dream Hoarders)
4. La Photophobie (Say Cheese)
5. Papa fais-moi peur ! (Happy Halloween)
6. Bobards en barre (Family Secrets)
7. Assurances tous risques (The Sniffles)
8. La Tache bleue (Blue Dots)
9. Une famille complètement dinde (Meet the Grandparents)
10. Le Guitar Héros (Burt Rocks)
11. Toy Story (Toy Story)
12. Deux Types amis amis (Romeo and Romeo)
13. C'est du propre ! (A Germ of a Story)
14. À quel sein se vouer ? (What Up, Cuz?)
15. Couic-Couic (Snip Snip)
16. Cinq à secte (Cultish Personality)
17. Mangoustes ! (Mongooses)
18. Trompe-moi si tu peux (Cheaters)
19. Trip au thé (Sleep Training)
20. Pour un flirt… (Everybody Flirts… Sometimes)
21. Radio ragots (Baby Monitor)
22. La Folle Histoire des Chance (Don't Vote for this Episode)

## Deuxième saison (2011-2012)
Le 10 janvier 2011, la série a été renouvelée pour une deuxième saison de vingt-deux épisodes. Elle a été diffusée du 20 septembre 2011 au 17 avril 2012 sur FOX, aux États-Unis.
1. Le Génie dans la bouteille (Prodigy)
2. Nous n'avons pas les mêmes valeurs (Sabrina Has Money)
3. Une parenthèse désenchantée (Kidnapped)
4. Hélas Vegas… (Henderson, Nevada-Adjacent Baby! Henderson, Nevada-Adjacent!)
5. Graine de tueuse (Killer Hope)
6. Jimmy et le Kid (Jimmy and The Kid)
7. La Poudre aux vieux (Burt's Parents)
8. Incroyables talents (Bro-gurt)
9. La Revanche des météro-sexuels (The Men of New Natesville)
10. Embuches de Noël (It's a Hopeful Life)
11. Les Sous-doués (Mrs. Smartypants)
12. Le Système parfait (Gambling Again)
13. La Roue de la fortune (Tarot Cards)
14. Imposture (Jimmy's Fake Girlfriend)
15. Des araignées au plafond (Sheer Madness)
16. Les Femmes au pouvoir (Single White Female Role Model)
17. La Fessée (Spanks Butt, No Spanks)
18. Des trous, des petits trous… (Poking Holes in the Story)
19. M. Tire-Bouchon (Hogging All the Glory)
20. La Doublure (Sabrina's New Jimmy)
21. Téléréalité (Inside Probe)
22. Jamais sans ma fille (I Want My Baby Back, Baby Back, Baby Back)

## Troisième saison (2012-2013)
Le 9 avril 2012, Fox a renouvelé la série pour une troisième saison de vingt-quatre épisodes. La chaîne n'ayant diffusé que vingt-deux épisodes, les deux derniers sont conservés pour la quatrième saison. Elle a été diffusée du 2 octobre 2012 au 28 mars 2013 sur FOX, aux États-Unis.
1. Nanas et Faux Nénés (Not Indecent, But Not Quite Decent Enough Proposal)
2. Faut pas pousser Maw Maw dans les orties, première partie (Throw Maw Maw From the House: Part One)
3. Faut pas pousser Maw Maw dans les orties, deuxième partie (Throw Maw Maw From the House: Part Two)
4. Tout est bon dans le jambon (If a Ham Falls in the Woods)
5. Villages people (Don't Ask, Don't Tell Me What To Do)
6. Presque frères (What Up, Bro?)
7. Mafiochoco (Candy Wars)
8. Le Syndrome du colon furieux (The Walk for the Runs)
9. Lubrique à brac (Squeak Means Squeak)
10. Fin du monde au balcon, Noël aux tisons (Last Christmas)
11. Retour vers le futur crédit (Credit Where Credit is Due)
12. Les Seigneurs de l'anneau (Lord of the Ring)
13. Very bad teuf (What Happens at Howdy's Doesn't Stay at Howdy's)
14. Le Mariage de Jimmy et Sabrina (Modern Wedding)
15. Yo Zappa Do, première partie (Yo Zappa Do: Part One)
16. Yo Zappa Do, deuxième partie (Yo Zappa Do: Part Two)
17. Sexe, Clown et Vidéo (Sex, Clown and Videotape)
18. Envers et contre tous (Arbor Daze)
19. Rock'n'chance (Making the Band)
20. La Guerre des ex (The Old Girl)
21. Burt Mitzvah (Burt Mitzvah – The Musical)
22. Bonne fête Maw Maw (Mother's Day)

## Quatrième saison (2013-2014)
Le 4 mars 2013, la série a été renouvelée pour une quatrième saison. Elle est diffusée depuis le 15 novembre 2013 sur FOX, aux États-Unis.
1. Un air de déjà vu (Déjà Vu Man)
2. Troc troc, badaboum ! (Burt Bucks)
3. Oh mon bateau (Ship Happens)
4. Vidéos à mateurs (Hi-Def)
5. La Vie d'artiste (Extreme Howdy's Makeover)
6. Cérémonie de renaissance (Adoption)
7. Fenêtre sur arrière-cour (Murder, She Hoped)
8. La Théorie du chaos (Dysfunction Function)
9. Le Candidat idéal (The Chance Who Stole Christmas)
10. L'Abeille et la Bête (Bee Story)
11. Avide et contre tout (Hey There Delilah)
12. La Reine du gratin (Hot Dish)
13. Scènes de ménage (Thrilla in Natesvilla)
14. Les Olympiades de la supérette (Road to Natesville)
15. Buffalo Boule (Anniversary Ball)
16. Quinze ans d'âge mental (The One Where They Get High)
17. Au tableau d'honneur (Baby Phat)
18. Pour la bonne cause (Dinner With Tropes)
19. Fantôme, fais-moi peur (Para-Natesville Activity)
20. Le Nid vide (Man's Best Friend)
21. La Bonne, le Burt et les Truands (How I Met Your Mullet)
22. Père et Impairs (The Father Daughter Dance)